# Mr. Vegas
Clifford Smith (Kingston, 29 december 1974), beter bekend als Mr. Vegas, is een Jamaicaanse zanger en producer.

## Discografie[1]
- Heads High (1998)
- Damn Right (2001)
- Pull Up (2002)
- Hot Tamale (2004)
- Hot it up (2007)
- I Am Blessed (2008)
- Party Tun Up (2011)
- Haffi Git Da Gel Yah (2011)
- Sweet Jamaica (2012)

- Bibliothèque nationale de France: cb14209365n (data)
- Gemeinsame Normdatei: 1207653918
- International Standard Name Identifier: 0000 0000 5490 0689
- Library of Congress Control Number: n2004068403
- MusicBrainz: a3c7380a-3593-459a-81e9-92e03bcc9c9d
- Système universitaire de documentation: 080517196
- Virtual International Authority File: 38768913
- WorldCat: E39PBJkxGpWt79RDMFvythdfbd